# Salesiánské divadlo
Salesiánské divadlo v Praze je bývalá divadelní scéna, edukativní a volnočasový prostor při kobyliském Salesiánském středisku mládeže. Nachází se na Kobyliském náměstí č. 640/11 na Praze 8 v těsné blízkosti stanice metra Kobylisy (linka C). Kapacita sálu je 397 diváků.

## Historie

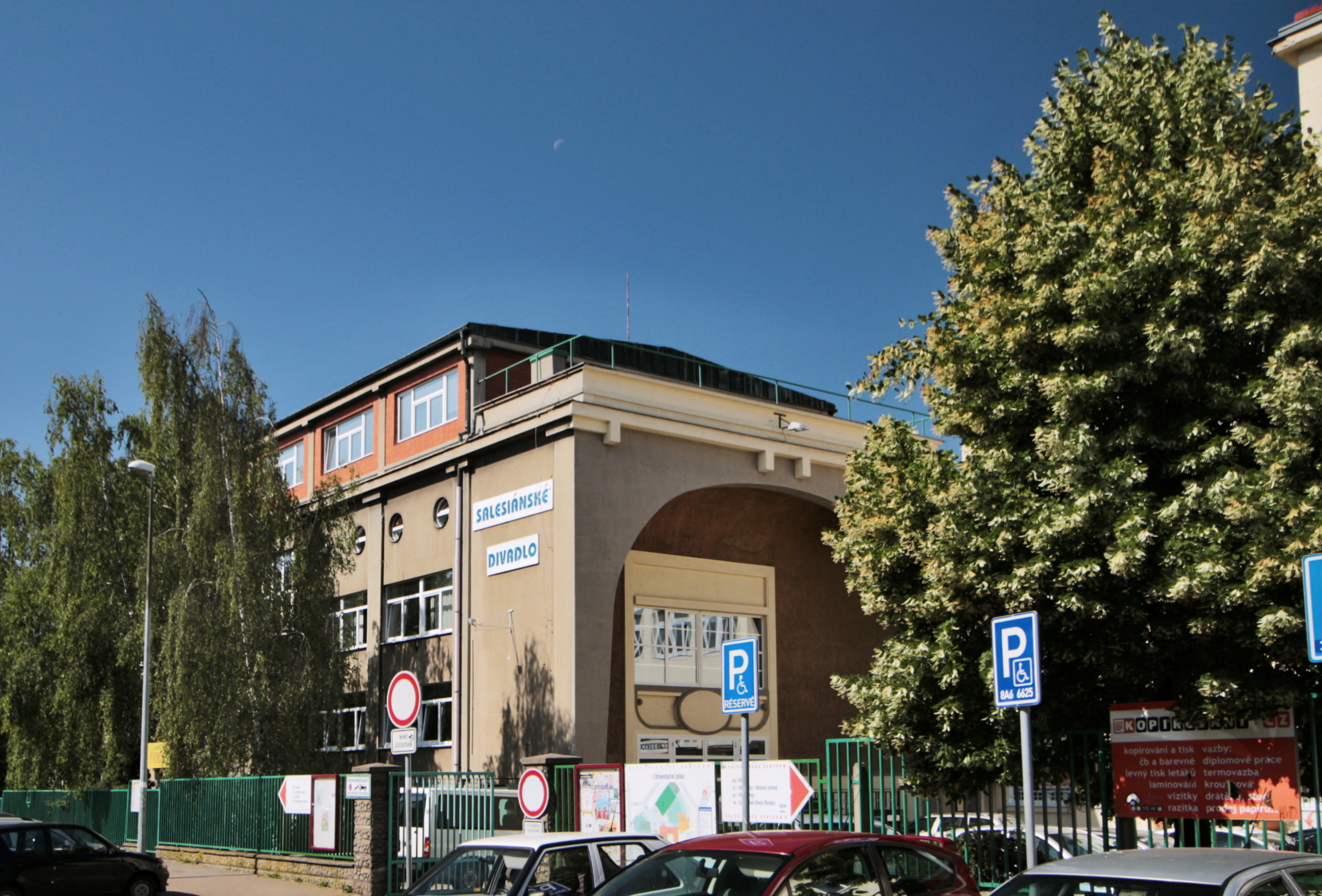
Salesiánské divadlo v Kobylisích

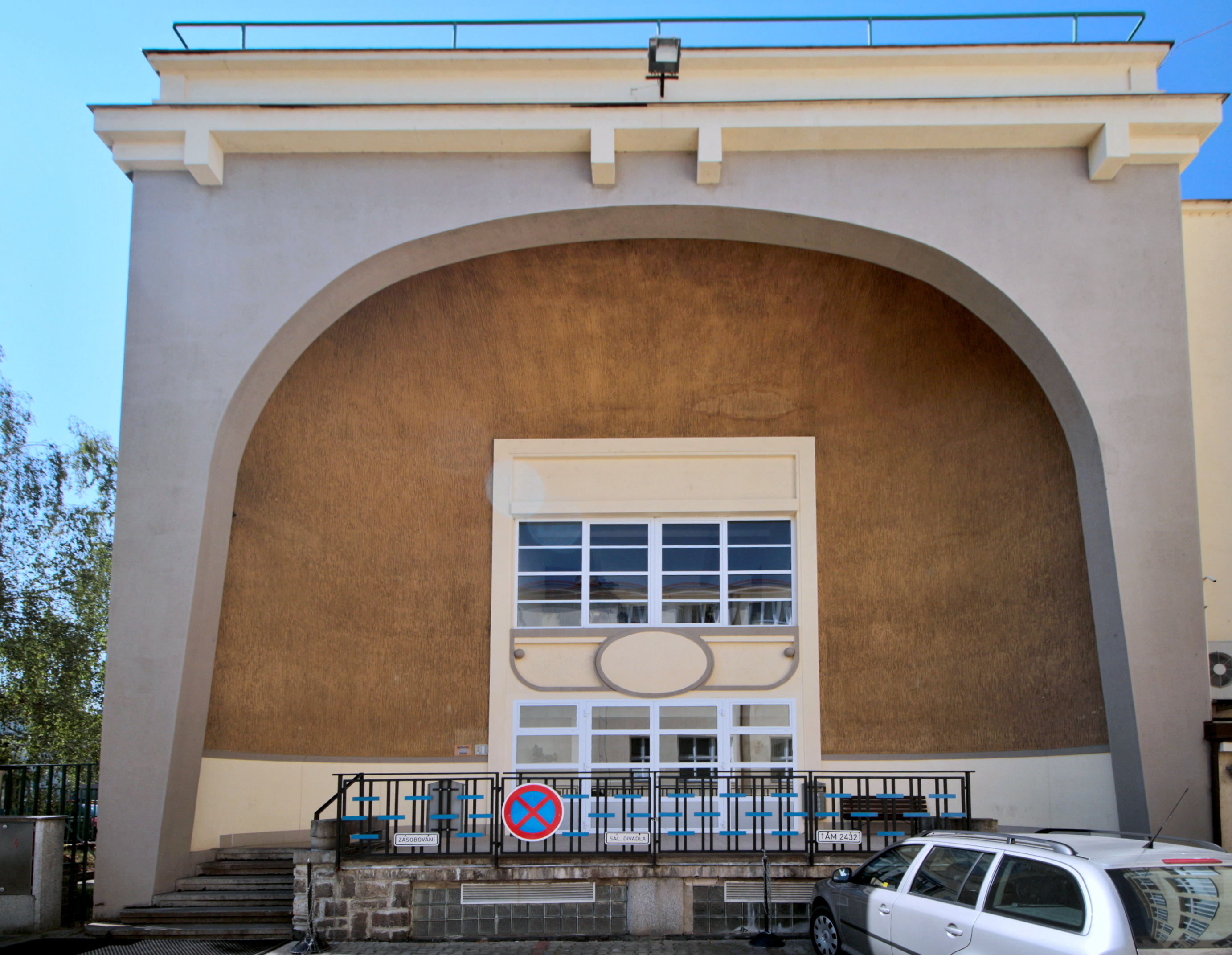
Vstupní prostor

Divadlo vzniklo ve 30. letech 20. století jako součást kobyliského Salesiánského střediska mládeže při salesiánské kapli, dnešním kostele sv. Terezie od Dítěte Ježíše. V červenci 1936 započala výstavba divadla společně s výstavbou Salesiánského ústavu z iniciativy kardinála Štěpána Trochty, který byl zároveň jeho prvním ředitelem. Stavba byla dokončena roku 1937. Salesiánský ústav sloužil jako dočasný chlapecký domov pro cca 200 osob.
Roku 1946 byla zřízena kobyliská farnost. Po roce 1948 se zdejší farnost rozrostla natolik, že se bohoslužby z kapacitních důvodů konaly v prostorách divadla.
V roce 1950 byl objekt zabrán a znárodněn socialistickým Československem, zdejší komunita salesiánů byla internována, skupina asi 200 chovanců chlapeckého domova rozpuštěna a divadlo bylo následně přejmenováno na Klicperovo a fungovalo jako příležitostná scéna až do roku 1989.
Po sametové revoluci bylo divadlo navráceno zpět salesiánům. Ke konci roku 1991 bylo Salesiánské divadlo jako první předáno zpět řádu a později následovaly další budovy. Salesiáni Dona Boska divadlo provozovali až do pandemie covidu-19, kdy bylo rozhodnuto o jeho uzavření.

## Současnost
Divadlo bylo po revoluci provozováno jako nezisková divadelní scéna, důraz je kladen na výchovně-vzdělávací volnočasové aktivity v souladu s křesťanskými hodnotami. Nejčastěji bylo využíváno pro představení základních uměleckých škol, představení v cizích jazycích, taneční vystoupení, skautská setkání a podobně. Od roku 2020 je divadlo uzavřeno.